# 麥樹仁山
麥樹仁山，位於臺灣北部新竹縣，標高756公尺，為橫山鄉和尖石鄉的界山。麥樹仁之名源自於泰雅族麥樹仁社（今尖石鄉行政中心所在。）。